# Wiesław Kuceł
Wiesław Kuceł (ur. 1971) – polski urzędnik służby cywilnej i dyplomata, Przedstawiciel RP przy Palestyńskiej Władzy Narodowej (od 2024).

## Życiorys
Ukończył studia w Moskiewskim Państwowym Instytucie Stosunków Międzynarodowych oraz podyplomowe studia w Akademii Obrony Narodowej w Warszawie.
W 1997 rozpoczął pracę w Ministerstwie Spraw Zagranicznych, specjalizując się w relacjach z państwami Bliskiego Wschodu i Afryki Północnej. W centrali był między innymi naczelnikiem Wydziału Maghrebu i Maszreku w Departamencie Afryki i Bliskiego Wschodu (2016–2019). Pracował jako I sekretarz w Ambasadzie RP w Tel Awiwie (2001–2005), kierownik Referatu Polityczno-Ekonomicznego Ambasady RP w Bejrucie (2008–2010), zastępca kierownika placówki w Tel Awiwie (2010–2015), kierownik Wydziału Polityczno-Ekonomicznego Ambasady RP w Kairze (2019–2021). W 2024 został Przedstawicielem RP przy Palestyńskiej Władzy Narodowej.